# Monterrubio
Monterrubio is een gemeente in de Spaanse provincie Segovia in de regio Castilië en León met een oppervlakte van 25,54 km². Monterrubio telt 63 inwoners (1 januari 2016).

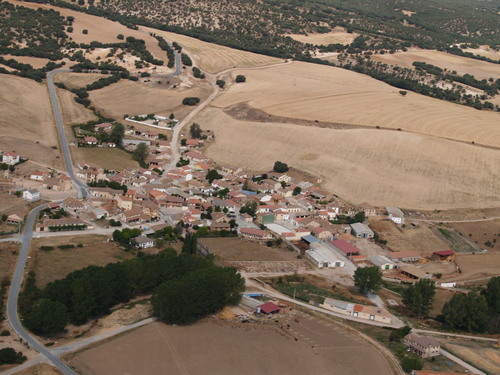
Monterrubio
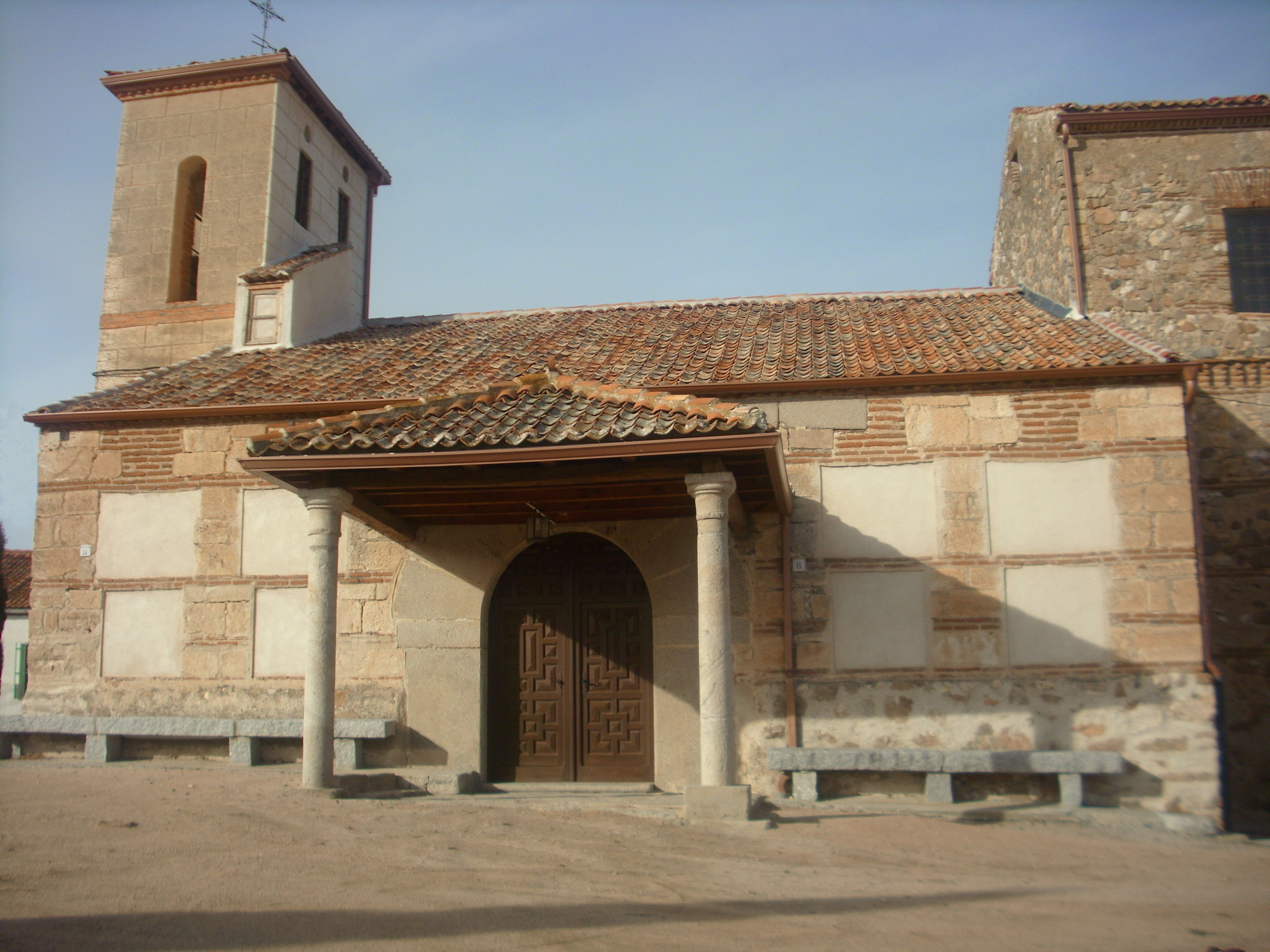
Kerk van Monterrubio

## Demografische ontwikkeling
Bron: INE, 1857-2011: volkstellingen